# Select (álbum)
Select é o segundo álbum de estúdio da cantora inglesa Kim Wilde, lançado em 10 de maio de 1982 através da Rak Records. O álbum não foi lançado na América do Norte, assim como seus singles.

## Composição e lançamento
O primeiro single do álbum, "Cambodia", foi lançado em novembro de 1981 e sinalizou uma sonoridade diferente da de Wilde, com um som eletrônico e de sintetizador diferente do rock de seu álbum de estúdio anterior. As músicas foram novamente escritas por Marty e Ricky Wilde, com produção a cargo deste este último. As letras das músicas eram semelhantes às do primeiro álbum: o segundo single, "View from a Bridge", e a faixa "Wendy Sadd", pareciam ser sobre suicídio, "Chaos at the Airport" descrevia um pesadelo sobre voar e "Ego" era o oposto de uma canção de amor. "Can You Come Over" foi gravada na casa de Wilde. A imagem da capa do álbum era uma fotografia do fotógrafo britânico Gered Mankowitz.
Esta sequência do seu álbum de estúdio de estreia liderou as paradas musicais de vários países europeus e alcançou a oitava posição na Austrália, embora não tenha superado o sucesso de seu antecessor.
Select foi relançado duas vezes em CD: uma em 2009 como uma edição remasterizada e expandida e outra em 2020 como uma edição deluxe, incluindo uma faixa inédita, um segundo CD com novos remixes e um DVD. O álbum original foi relançado em vinil em 2020, incluindo a lista de faixas original. As edições em CD e LP de 2020 incluem novas remasterizações.

## Recepção critica
| Críticas profissionais | Críticas profissionais |
| Avaliações da crítica  | Avaliações da crítica  |
| Fonte                  | Avaliação              |
| ---------------------- | ---------------------- |
| AllMusic               | [ 1 ]                  |
| Record Collector       | [ 2 ]                  |
| Smash Hits             | 7/10                   |

Select foi inicialmente recebido de forma menos favorável que o álbum de estreia de Wilde. Stephen Waldon, do Juke, elogiou os vocais de Wilde e as composições de Marty e Ricky, apesar de achar a produção muito "estilizada no estilo pop atual". Ele descreveu "Just a Feeling" como "uma beleza" e considerou "Cambodia" a melhor música do álbum. Elly McDonald, do The Record, criticou a voz de Wilde como "incrivelmente vazia", mas elogiou Marty e Ricky por terem "um maravilhoso senso de tensão dramática e um ouvido para novelas de três versos".

## Alinhamento de faixas
Todas as canções escritas por Ricky Wilde e Marty Wilde, exceto onde indicado.
| Select — Edição padrão |                        |                                  |                |         |  |
| N.º                    | Título                 | Compositor(es)                   | Produtor(es)   | Duração |  |
| 1.                     | "Ego"                  | Ricky Wilde Marty Wilde          | R. Wilde       | 4:11    |  |
| 2.                     | "Words Fell Down"      | R. Wilde M. Wilde                | R. Wilde       | 3:31    |  |
| 3.                     | "Action City"          | R. Wilde M. Wilde                | R. Wilde       | 3:21    |  |
| 4.                     | "View from a Bridge"   | R. Wilde M. Wilde                | R. Wilde       | 3:32    |  |
| 5.                     | "Just a Feeling"       | R. Wilde M. Wilde                | R. Wilde       | 4:12    |  |
| 6.                     | "Chaos at the Airport" | R. Wilde M. Wilde                | R. Wilde       | 3:20    |  |
| 7.                     | "Take Me Tonight"      | R. Wilde M. Wilde                | R. Wilde       | 3:56    |  |
| 8.                     | "Can You Come Over"    | R. Wilde M. Wilde                | R. Wilde       | 3:35    |  |
| 9.                     | "Wendy Sadd"           | R. Wilde M. Wilde                | R. Wilde       | 3:49    |  |
| 10.                    | "Cambodia"             | R. Wilde M. Wilde                | R. Wilde       | 3:54    |  |
| 11.                    | "Cambodia Reprise"     | Masami Tsuchiya Bill Crunchfield | R. Wilde       | 3:20    |  |
| Duração total:         | Duração total:         | Duração total:                   | Duração total: | 40:44   |  |

| Select — Faixa bônus da edição japonesa |                    |                   |              |         |  |
| N.º                                     | Título             | Compositor(es)    | Produtor(es) | Duração |  |
| 11.                                     | "Bitter Is Better" | R. Wilde M. Wilde | R. Wilde     | 3:43    |  |

| Select — Faixas bônus da edição remasterizada de 2009 |                               |                      |              |         |  |
| N.º                                                   | Título                        | Compositor(es)       | Produtor(es) | Duração |  |
| 11.                                                   | "Watching for Shapes"         | R. Wilde M. Wilde    | R. Wilde     | 3:42    |  |
| 12.                                                   | "Cambodia" (versão do single) | R. Wilde M. Wilde    | R. Wilde     | 3:57    |  |
| 13.                                                   | "Child Come Away"             | R. Wilde M. Wilde    | R. Wilde     | 4:05    |  |
| 14.                                                   | "Just Another Guy"            | R. Wilde M. Wilde    | R. Wilde     | 3:19    |  |
| 15.                                                   | "Bitter Is Better"            | Tsuchiya Crunchfield | R. Wilde     | 3:43    |  |

| Select — edição deluxe de 2020 (disco um: CD) |                                   |                         |              |         |  |
| N.º                                           | Título                            | Compositor(es)          | Produtor(es) | Duração |  |
| 1.                                            | "Ego"                             | Ricky Wilde Marty Wilde | R. Wilde     | 4:11    |  |
| 2.                                            | "Words Fell Down"                 | R. Wilde M. Wilde       | R. Wilde     | 3:31    |  |
| 3.                                            | "Action City"                     | R. Wilde M. Wilde       | R. Wilde     | 3:21    |  |
| 4.                                            | "View from a Bridge"              | R. Wilde M. Wilde       | R. Wilde     | 3:32    |  |
| 5.                                            | "Just a Feeling"                  | R. Wilde M. Wilde       | R. Wilde     | 4:12    |  |
| 6.                                            | "Chaos at the Airport"            | R. Wilde M. Wilde       | R. Wilde     | 3:20    |  |
| 7.                                            | "Take Me Tonight"                 | R. Wilde M. Wilde       | R. Wilde     | 3:56    |  |
| 8.                                            | "Can You Come Over"               | R. Wilde M. Wilde       | R. Wilde     | 3:35    |  |
| 9.                                            | "Wendy Sadd"                      | R. Wilde M. Wilde       | R. Wilde     | 3:49    |  |
| 10.                                           | "Cambodia"                        | R. Wilde M. Wilde       | R. Wilde     | 3:57    |  |
| 11.                                           | "Cambodia + Reprise"              | R. Wilde M. Wilde       | R. Wilde     | 7:13    |  |
| 12.                                           | "Child Come Away"                 | R. Wilde M. Wilde       | R. Wilde     | 4:05    |  |
| 13.                                           | "Bitter Is Better"                | Tsuchiya Crunchfield    | R. Wilde     | 3:43    |  |
| 14.                                           | "He Will Be There"                | R. Wilde M. Wilde       | R. Wilde     | 3:35    |  |
| 15.                                           | "Watching for Shapes"             | R. Wilde M. Wilde       | R. Wilde     | 3:42    |  |
| 16.                                           | "Just Another Guy"                | R. Wilde M. Wilde       | R. Wilde     | 3:19    |  |
| 17.                                           | "Bitter Is Better" (instrumental) | Tsuchiya Crunchfield    | R. Wilde     | 3:44    |  |

| Select — edição deluxe de 2020 (disco dois: CD) |                                                      |                         |                          |         |  |
| N.º                                             | Título                                               | Compositor(es)          | Produtor(es)             | Duração |  |
| 1.                                              | "Ego" (mix de Rough)                                 | Ricky Wilde Marty Wilde | R. Wilde                 | 4:31    |  |
| 2.                                              | "Words Fell Down" (mix original)                     | R. Wilde M. Wilde       | R. Wilde                 | 3:28    |  |
| 3.                                              | "Action City" (demo instrumental)                    | R. Wilde M. Wilde       | R. Wilde                 | 3:28    |  |
| 4.                                              | "Just a Feeling" (mix de Rough)                      | R. Wilde M. Wilde       | R. Wilde                 | 4:09    |  |
| 5.                                              | "Chaos at the Airport" (mix de Rough)                | R. Wilde M. Wilde       | R. Wilde                 | 3:43    |  |
| 6.                                              | "Take Me Tonight" (mix original)                     | R. Wilde M. Wilde       | R. Wilde                 | 3:50    |  |
| 7.                                              | "Cambodia" (versão estendida de Matt Pop)            | R. Wilde M. Wilde       | R. Wilde                 | 3:57    |  |
| 8.                                              | "View from a Bridge" (remix de Luke Mornay)          | R. Wilde M. Wilde       | R. Wilde Luke Mornay [a] | 4:15    |  |
| 9.                                              | "Child Come Away" (remix de Matt Pop)                | R. Wilde M. Wilde       | R. Wilde Matt Pop [a]    | 6:29    |  |
| 10.                                             | "Cambodia" (mix urbantronik de Luke Mornay)          | R. Wilde M. Wilde       | R. Wilde Mornay [a]      | 5:39    |  |
| 11.                                             | "View from a Bridge" (remix de Raw)                  | R. Wilde M. Wilde       | R. Wilde                 | 6:25    |  |
| 12.                                             | "Child Come Away" (instrumental de Matt Pop)         | R. Wilde M. Wilde       | R. Wilde Pop [a]         | 6:28    |  |
| 13.                                             | "Cambodia" (instrumental de Matt Pop)                | R. Wilde M. Wilde       | R. Wilde                 | 7:12    |  |
| 14.                                             | "View from a Bridge" (instrumental de Luke Mornay)   | R. Wilde M. Wilde       | R. Wilde Mornay [a]      | 4:15    |  |
| 15.                                             | "Cambodia" (instrumental urbantronik de Luke Mornay) | R. Wilde M. Wilde       | R. Wilde Mornay [a]      | 5:39    |  |

| Select — edição deluxe de 2020 (disco três: DVD) |                                                                            |                   |         |  |
| N.º                                              | Título                                                                     | Diretor(es)       | Duração |  |
| 1.                                               | "Cambodia"                                                                 | Brian Grant       | 4:00    |  |
| 2.                                               | "View from a Bridge"                                                       | Grant             | 4:36    |  |
| 3.                                               | "Child Come Away"                                                          | Tony Van Den Ende | 4:16    |  |
| 4.                                               | "Cambodia" (no Top Of The Pops)                                            | Gordon Elsbury    | 3:46    |  |
| 5.                                               | "View from a Bridge" (no Top Of The Pops)                                  | John Bishop       | 3:13    |  |
| 6.                                               | "View from a Bridge" (no Especial Nacional: The British Rock & Pop Awards) | John Beveridge    | 3:21    |  |

Notas
- ↑a  - denota um produtor adicional.

## Desempenho nas tabelas musicais
| País — Tabela musical (1982)        | Posição de pico |
| ----------------------------------- | --------------- |
| Alemanha (Offizielle Top 100)       | 4               |
| Áustria (Ö3 Austria Top 40)         | 20              |
| Austrália (Kent Music Report)       | 8               |
| Finlândia (Suomen virallinen lista) | 1               |
| França (SNEP)                       | 3               |
| Noruega (VG-lista)                  | 12              |
| Países Baixos (MegaCharts)          | 1               |
| Reino Unido (UK Albums Chart)       | 19              |
| Suécia (Sverigetopplistan)          | 2               |

| País — Tabela musical (2020)  | Posição de pico |
| ----------------------------- | --------------- |
| Bélgica (Ultratop de Valônia) | 185             |

| País — Tabela musical (1982)  | Posição |
| ----------------------------- | ------- |
| Alemanha (Offizielle Top 100) | 50      |
| Austrália (Kent Music Report) | 85      |
| Países Baixos (Album Top 100) | 47      |

| Região                                                                                             | Certificação | Vendas   |
| -------------------------------------------------------------------------------------------------- | ------------ | -------- |
| Finlândia (Musiikkituottajat)                                                                      | Ouro         | 20 000   |
| França (SNEP)                                                                                      | Ouro         | 100 000* |
| Reino Unido (BPI)                                                                                  | Prata        | 60 000^  |
| *números de vendas baseados somente na certificação ^distribuições baseadas apenas na certificação |              |          |